# Espàrrec

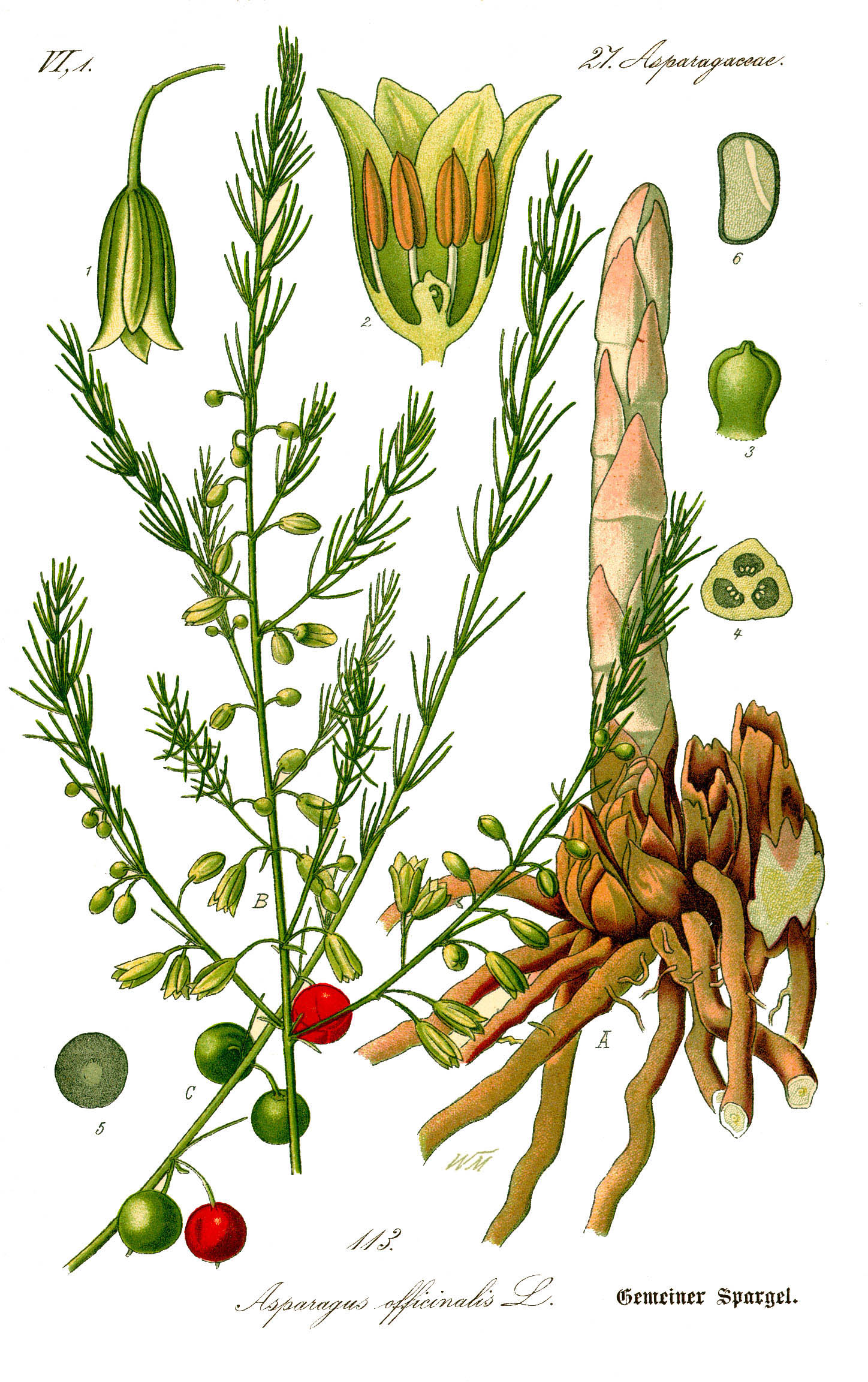
Il·lustració botànica d'un espàrrec

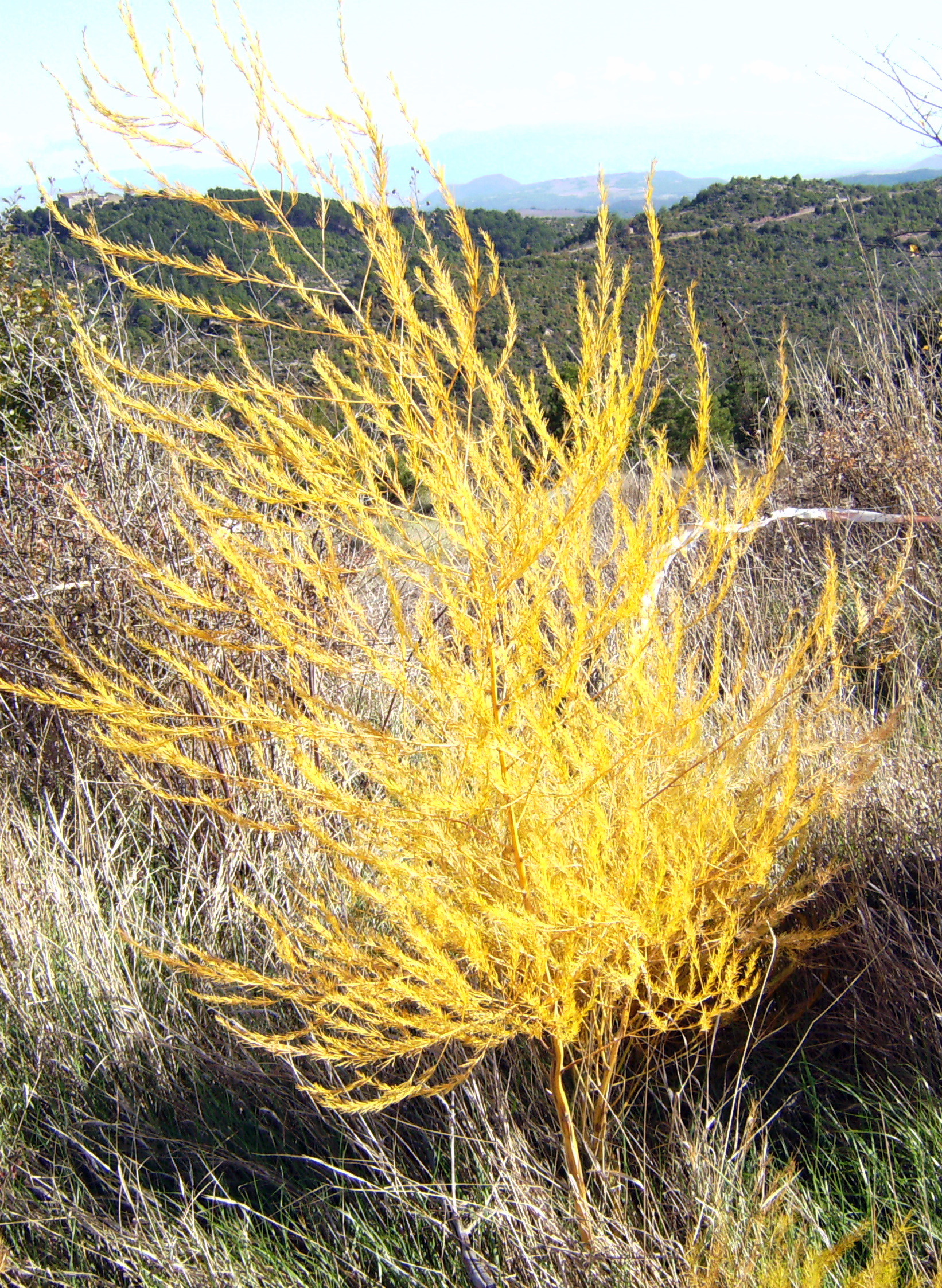
Planta d'espàrrec groga a la tardor a Castelltallat

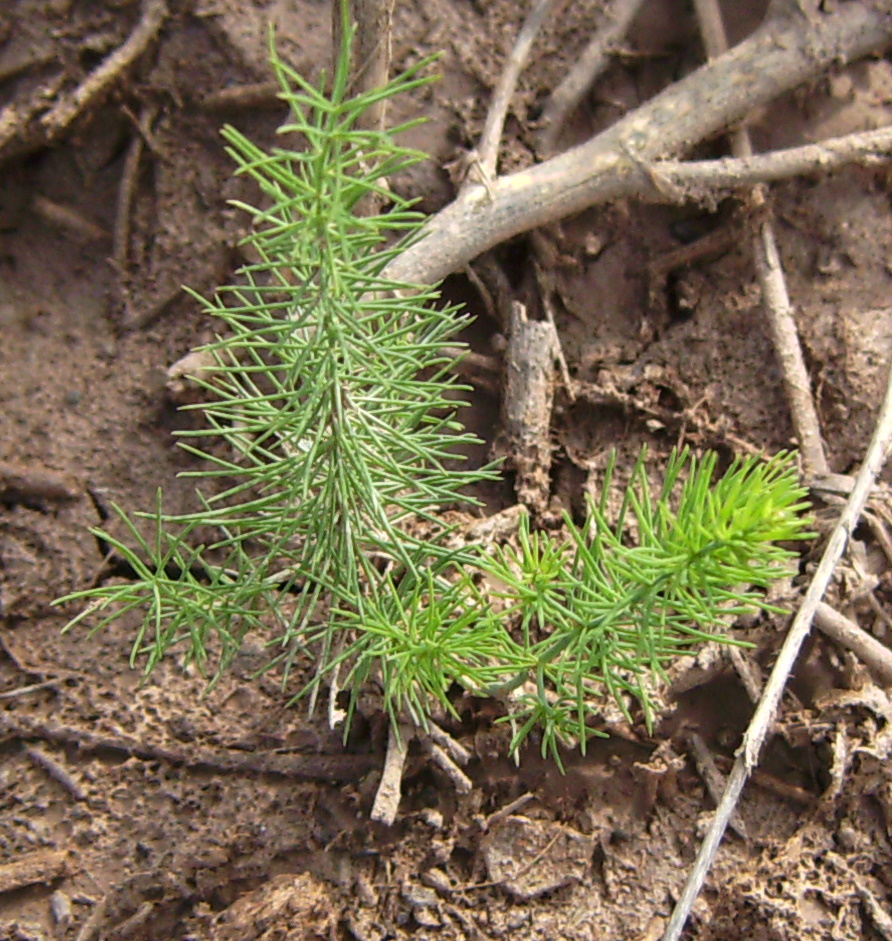
Plàntula d'un any

L'esparreguera, espargolera, esparreguer, espàrgol o espàrrec (Asparagus officinalis) és una espècie de planta amb flors del gènere Asparagus dins la família de les asparagàcies (Asparagaceae). És una planta nativa d'Europa i parts d'Àsia occidental i central. Se n'han desenvolupat moltes varietats cultivars que són conreades a les zones temperades del món.
Addicionalment pot rebre els noms de espàrec, espàrec d'hort, espàrecs, espareguera, espareguera cultivada, espareguera d'hort, espàrgol, espàrgols, espàrrec, espàrrecs, esparreguera comercial, esparreguera d'hort, esparreguera fina i esparreguera vera. També s'han recollit les variants lingüístiques aspàrgol, aspargulera, aspàrguls, asparraguera fina, aspàrrecs i esparraguera vera.

## Descripció
Plantes perennes i dioiques (hi ha esparregueres mascles i esparregueres femelles) de fins a 2 metres d'alçada, tiges erectes i fulles molt petites que a l'hivern s'assequen, les arrels són carnoses i es disposen radialment com una urpa amb els borrons dels rebrots al mig, a la primavera broten diversos brots de cada planta anomenats turions que si no són collits emeten una ramificació i floreixen, les flors femenines es converteixen en un fruit globós vermell que té una llavor negra dins.
La planta té una gran rusticitat. Les esparregueres viuen 20 anys o més.

## Taxonomia
Aquesta espècie va ser publicada per primer cop l'any 1753 al primer volum de l'obra Species Plantarum de Carl von Linné (1707-1778).

### Etimologia
El nom del gènere prové del grec "a", el prefix negatiu, i "speìro", llavor, perquè es pot multiplicar per via vegetativa. L'epítet específic "officinalis" fa referència a les propietats medicinals de la planta.

### Sinònims
Els següents noms científics són sinònims heterotípics de Asparagus officinalis:
- Asparagus altilis (L.) Asch.
- Asparagus altilis subsp. oxycarpus (Steven) K.Richt.
- Asparagus altilis subsp. polyphyllus (Steven ex Ledeb.) K.Richt.
- Asparagus caspius Schult. & Schult.f.
- Asparagus caspius Hohen.
- Asparagus collinus Schur
- Asparagus esculentus Salisb.
- Asparagus fiori Sennen
- Asparagus hedecarpus Andrews ex Baker
- Asparagus hortensis Mill. ex Baker
- Asparagus litoralis Steven
- Asparagus officinalis subsp. altilis (L.) Cif. & Giacom.
- Asparagus officinalis var. altilis L.
- Asparagus officinalis var. campestris Gren. & Godr.
- Asparagus officinalis var. collinus Nyman
- Asparagus officinalis subsp. litoralis (Steven) Shiyan
- Asparagus officinalis var. littoralis Sennen ex O.Bolòs & Vigo
- Asparagus officinalis var. oxycarpus (Steven) Nyman
- Asparagus officinalis var. pallidus Alef.
- Asparagus officinalis subsp. polyphyllus (Steven ex Ledeb.) Nyman
- Asparagus officinalis var. ruficeps Alef.
- Asparagus officinalis var. sativus (Mill.) Gray
- Asparagus officinalis var. silvestris Alef.
- Asparagus officinalis var. strictus Rchb.
- Asparagus officinalis var. strictus Boiss.
- Asparagus officinalis var. viridis Alef.
- Asparagus oxycarpus Steven
- Asparagus paragus Gueldenst. ex Ledeb.
- Asparagus polyphyllus Steven ex Ledeb.
- Asparagus sativus Mill.
- Asparagus scaber var. litoralis (Steven) Nyman
- Asparagus setiformis Krylov
- Asparagus setiformis var. tenuior Krylov
- Asparagus setiformis var. typicus Krylov
- Asparagus tenuifolius Gilib.
- Asparagus trichophyllus var. medius Bong. & C.A.Mey.
- Asparagus vulgaris Gueldenst. ex Ledeb.

## Ecologia
Creix en terres sorrencs i relativament secs, però amb una capa freàtica profunda, poc freda i que s'escalfi ràpidament a la primavera. La terra ha de ser poc compacta i poc argilosa, sense pedres perquè els turions es desenvolupin fàcilment i no els calgui robustir-se, fent-se fibrosos.
Es localitza en tota la conca Mediterrània i tolera les terres relativament salades (costaneres).
Tot i desenvolupar-se en diferents climes, agraeix els climes càlids i suaus. La variant Lorella és la que millor s'adapta a diferents climes. Altres varietats són l'Argenteuil, Larac, Monerva i Verdi. La varietat Violetto d'Albenga d'origen Italià és de color morat i té un alt contingut en sucre.

## Conreu
És un conreu que ocupa molta mà d'obra, atenció i cura. Pot fer-se en secà o regadiu. La selecció de les arrels a plantar és cabdal, essent millors les del primer any per arrelar millor i produir amb qualitat. Si es planta en llavor, cal però tenir la precaució de no collir el primer any o fins i tot el segon, en benefici dels següents. El tercer any la collita pot durar 5 setmanes i els següents fins a 7 setmanes.
Es planten les arrels en fileres separades en 1,5 m uns 25 cm per sota del nivell del terra i 40 cm d'amplada. En cada filera, es planten cada 30 cm a una profunditat addicional de 10 cm. Cal cobrir-lo amb terra poc densa, barrejada amb sorra per garantir el drenatge. Cal premsar-lo lleugerament perquè les arrels tinguin bon contacte amb la terra.
L'adob es pot constituir basant-se en fems de granja a raó de 8 kg per m². En aparèixer els primers brots, cal apilar terra al seu voltant i tornar a adobar.
La collita es fa quan tenen entre 15 i 20 cm de llargada, amb un diàmetre d'entre 1 i 1.5 cm. Si són més gruixuts tenen una constitució massa fibrosa. Per collir-lo, cal tallar-lo amb un ganivet ben esmolat per sota terra, prop de la rel. A la fi de l'estiu els turions es tallen quasi a ran de l'urpa per afavorir l'acumulació de reserves de cara a la temporada següent. El seu cultiu és combinable amb el del tomàquet, aquest repel·leix l'escarabat de l'espàrrec, i a l'inrevés, l'espàrrec repel·leix un nematode que ataca les arrels de la tomaquera.
Es diferencia l'espàrrec blanc del verd en el fet que aquest darrer no es colga amb terra. L'espàrrec blanc és el resultat de no veure la llum quan creix sota terra.
Cal consumir-los tan aviat com es pugui, o si no es pot o no es vol, es poden congelar.

## Plagues
La principal plaga és la mosca de l'espàrrec (Plioreocepta poeciloptera), el criòcer (coleòpter) i les bavoses.
Addicionalment, és sensible al podrit violeta de la rel, que es mostra perquè les fulles adopten tons groguencs. Cal arrancar la planta, i mirar de protegir la resta aïllant-les, per exemple, amb plaques de PVC.
També l'ataca el rovelló (fong).

## Usos
És baix en calories, no conté ni greix ni colesterol i té un baix contingut en sal. És ric en àcid fòlic, potassi, fibra natural i rutina. És ric en l'aminoàcid asparagina, al qual proporciona el nom.
Gran part de la producció té com destí la indústria conservera, congelats i derivats per alimentació. El consum en fresc és principalment per als espàrrecs verds.
La truita d'espàrrecs és molt bona quan es fa amb espàrrecs silvestres molt prims, tot just després de collir-los.
A part del consum alimentari, s'utilitza com a diürètic.